# Château de San Giorgio Morgeto
Le château de San Giorgio Morgeto est un château médiéval normand situé dans la commune de San Giorgio Morgeto (ville métropolitaine de Reggio de Calabre), en Calabre,.

## Historique
Au XIe siècle, les Normands, considérés comme des barbares et des guerriers avides de richesses et de pouvoir, arrivèrent en Italie et furent recrutés comme mercenaires par les seigneurs de la région pour défendre le mezzogiorno des Sarrasins. La puissance des Normands et leur connaissance de l'Italie se sont accrues après avoir servi les Lombards et combattu aux côtés des Byzantins. Ces expériences les ont rendus plus conscients de la situation italienne, notamment du point de vue de la défense et du niveau de préparation des armées des États contre lesquels ou pour lesquels ils avaient combattu. 
En moins d'un siècle, les Normands conquièrent les territoires lombards et les duchés côtiers, grâce surtout aux trois fils de Tancrède de Hauteville, issus d'une noble famille viking de Hauteville-la-Guichard, petit fief de Normandie.
San Giorgio fut une ville byzantine jusqu'en 1076, année où Robert Guiscard, le troisième fils de Tancrède, obtint l'investiture du duché d'Apulie et de Calabre, qui comprenait le château. Ville byzantine depuis près de deux siècles, la population était entièrement grecque, c'est pourquoi il y eut un échange progressif d'ordres civils, militaires et enfin ecclésiastiques, assurant la préservation pendant longtemps des rites grecs. 
Après la bataille de Bénévent (1266), le royaume de Sicile fut conquis par Charles Ier d'Anjou. Dans les registres de 1265 de Charles Ier, San Giorgio Morgeto était compté parmi les terres de Calabre ultérieure, avec Polistena et Melicucco. Le château fut confié à un fonctionnaire appelé castellanum, le premier fut Guerriero di Squillace, puis en 1283 le juge florentin Aldebradino de Acquerello. D'autres seigneurs féodaux suivirent jusqu'en 1806.
D'autres changements furent apportés plus tard par les nobles qui se succédèrent dans l'administration de la ville. Le château fut abandonné au XVIe siècle. Le donjon du château, une citerne, certains pans de murs et les bases des tours sont conservés. Le château a fait l'objet de travaux de restauration et de récupération.